# Райтерман, Вольфганг
Вольфганг Райтерман (нем. Wolfgang Reitherman, 26 июня 1909, Мюнхен — 22 мая 1985, Бербанк) — американский аниматор, режиссёр, продюсер немецкого происхождения, один из представителей девятки диснеевских стариков.

## Биография
Вольфганг Райтерман родился 26 июня 1909 года в Мюнхене. Когда ему было около 2 лет, его семья эмигрировала в США, где поселяется в Канзас-Сити, штат Миссури (позже он узнал, что буквально за углом от его дома какое-то время проживал Рой Дисней). В подростковом возрасте его семья переехала в Калифорнию.
Вольфганг мечтал стать профессиональным пилотом, но наступившая Великая депрессия в США испортила эти планы. Он некоторое время посещал колледж искусств в Пасадене и класс акварели в «Chouinard Institute of Art». Делая большие успехи в рисовании акварелью, он в 1933 году был рекомендован для студии Диснея. Вольфганг с неохотой принял предложение, потому что считал, что делать одинаковые рисунки изо дня в день скучно (потом он признавал, что был не прав). В отличие от большинства новых художников, попадавших на студию, Вольфганг не проходил через систему ассистирования опытным аниматорам: ему удалось сразу зарекомендовать себя по нескольким удачным сценам для Silly Symphonies.
«Вули» (англ. Woolie), как его ласково называли друзья и коллеги, анимировал появление лица в зеркале в мультфильме «Белоснежка и семь гномов», сражение динозавров в «Фантазии», всадника без головы в «Приключения Икабода и мистера Тоада», крокодила в «Питере Пене» и Малифисенту в образе дракона в «Спящей красавице».
С 1961 года Вольфганг повысился до режиссёра-постановщика.
Также занимался продюсированием «Спасателей». Кроме того, трое сыновей Вольфганга дали свои голоса Маугли, Кристоферу Робину и юному Королю Артуру.
В 1977 году Вольфганг ушёл из состава режиссёров, но продолжал заниматься продюсированием. Он продюсировал «Лиса и пса» — последний свой полнометражный мультфильм.
Вольфганг Райтерман погиб 22 мая 1985 года в автомобильной аварии в возрасте 75 лет.

## Фильмография

### Режиссёр
- 1960 Голиаф 2
- 1961 Аквамания
- 1961 101 далматинец
- 1963 Меч в камне
- 1966 Винни-Пух и медовое дерево
- 1967 Книга джунглей
- 1968 Винни-Пух и день забот
- 1970 Коты Аристократы
- 1973 Робин Гуд
- 1977 Множество приключений Винни-Пуха
- 1977 Спасатели

## Награды
- «Аквамания» — 1962 Номинация на «Оскар»;
- «Меч в камне» — 1964 Boxoffice Magazine Awards: Best Picture of the Month for the Whole Family;
- «Книга джунглей» — 1979 Jupiter Award: Best International Film;
- «Винни-Пух и день забот» — 1969 Премия «Оскар» за лучший анимационный короткометражный фильм;
- «Коты Аристократы» — 1972 Sant Jordi Awards: Best Children's Film;
- «Робин Гуд» — 1976 Golden Screen, Germany.[8]